# Радиовещание в Панаме
Радиовещание в Панаме входит в число средств массовой информации Панамы.

## История
Создание системы радиосвязи и радиовещания на территории Панамы началось в 1920е годы. История радиовещания начинается в 1922 году, когда начал работу первый радиопередатчик.
В дальнейшем, радиопередатчики были установлены и введены в эксплуатацию на военных базах США в зоне Панамского канала - в Бальбоа-Хайтс (где в это время находились штаб американского гарнизона, администрация зоны Панамского канала и другие учреждения США) и на военно-морских базах США, расположенных на Атлантическом и Тихоокеанском побережье. 
В 1933 году в Панаме начал работу радиопередатчик "Radio Experimental", владельцами которого являлись граждане Панамы. 3 октября 1934 года правительство Панамы приняло закон № 12, в соответствии с которым радиостанции и радиопередатчики на территории страны должны были получить разрешение на работу до начала деятельности. В 1930е годы количество радиоприёмников в стране постепенно увеличивалось.
После японского нападения на Перл-Харбор в декабре 1941 года США вступили во вторую мировую войну на стороне Антигитлеровской коалиции, численность войск США на территории Панамы была увеличена. 26 мая 1942 года по распоряжению министерства обороны США была создана служба армейского радио (Armed Forces Radio Service), в 1954 году она была преобразована в службу армейского радио и телевидения для войск США (Armed Forces Radio and Television Service). В 1963 году филиал службы армейского радио и телевидения для войск США в Панаме получил наименование "Southern Command Network".
В 1959 году в стране началось телевещание, в 1961 году была создана компания «Televisora Nacional de Panama», которая осуществляет трансляцию радио- и телевизионных передач.  
После прихода к власти в 1968 году генерала Омара Торрихоса, в мае 1971 года в стране была создана правительственная радиостанция «Radio Libertad». В целом, в первой половине 1970х годов радиовещание и телевидение находились в руках частных компаний и действовали на коммерческой основе. В стране действовали 112 радиостанций и 2 телестанции, которые транслировали программы на испанском и английском языке, значительную часть эфира занимала продукция радиовещательных корпораций США, музыка и реклама.

## Современное состояние
На территории Панамы функционируют общество радиолюбителей и несколько радиостанций, некоторые из них имеют интернет-сайты и осуществляют интернет-трансляцию своих передач (в записи или в прямом эфире).